# Ashley Caldwell
Ashley Caldwell (Ashburn, 14 settembre 1993) è una sciatrice freestyle statunitense, specialista nei salti, vincitrice di un titolo mondiale e una Coppa del Mondo di specialità.

## Biografia
In Coppa del Mondo ha esordito il 10 gennaio 2010 a Calgary (11ª) ed ha ottenuto la prima vittoria, nonché primo podio, il 21 gennaio 2011 a Lake Placid.
In carriera ha partecipato a tre edizioni dei Giochi olimpici invernali, Vancouver 2010 (10ª nei salti), Soči 2014 (10ª nei salti e Pyeongchang 2018 (17ª nei salti), e a tre dei Campionati mondiali (4ª a Deer Valley 2011 e a Kreischberg 2015, medaglia d'oro a Sierra Nevada 2017).

## Palmarès

### Giochi olimpici
- 1 medaglia:
  - 1 oro (salti a squadre miste a Pechino 2022)

### Mondiali
- 4 medaglie:
  - 2 ori (salti a Sierra Nevada 2017; salti a squadre a Bakuriani 2023)
  - 1 argento (salti ad Almaty 2021)
  - 1 bronzo (salti a squadre ad Almaty 2021)

### Coppa del Mondo
- Miglior piazzamento in classifica generale: 4ª nel 2016
- Vincitrice della Coppa del Mondo di salti nel 2016
- 18 podi:
  - 6 vittorie
  - 8 secondi posti
  - 4 terzi posti

#### Coppa del Mondo - vittorie
| Data             | Luogo       | Paese       | Disciplina |
| ---------------- | ----------- | ----------- | ---------- |
| 21 gennaio 2011  | Lake Placid | Stati Uniti | AE         |
| 8 gennaio 2015   | Deer Valley | Stati Uniti | AE         |
| 1º marzo 2015    | Minsk       | Bielorussia | AE         |
| 19 dicembre 2015 | Pechino     | Cina        | AE         |
| 20 febbraio 2016 | Minsk       | Bielorussia | AE         |
| 14 gennaio 2017  | Lake Placid | Stati Uniti | AE         |

Legenda:

AE = salti

### Campionati statunitensi
- 5 medaglie[2]:
  - 3 ori (salti nel 2014; salti nel 2015; salti nel 2016);
  - 2 argenti (salti nel 2010; salti nel 2011).